# 媽祖宮里
媽祖宮里是臺灣臺南市安南區的一個里，舊稱顯宮里，於2021年4月1日改名，得名自鹿耳門天后宮與過去的媽祖宮大字。該里東邊是淵西里，西邊以鹿耳門溪為界與城北里、城中里、城南里相鄰，北邊與南興里、公塭里相鄰，南邊與鹿耳里、塩田里相鄰。

## 沿革
北門里一帶在清代後期位於臺灣府城北邊的外武定里，當時這一帶被稱為「媽祖宮」:429。
日治初期，今天的媽祖宮里與附近的鹿耳里、四草里、塩田里的區域被劃分為外武定區媽祖宮庄:429。日治後期則媽祖宮里一帶屬於臺南州新豐郡安順庄媽祖宮大字:429。
二次大戰後，於民國35年（1946年）設立顯宮里，取名的由來是當時當地人士籌建現在的鹿耳門天后宮，被認為是重現清代被沖毀的鹿耳門媽祖廟:450。
民國110年（2021年）4月1日，將里名從「顯宮里」改成「媽祖宮里」。